# Клофібрат
Клофібрат (торгова назва Atromid-S) — гіполіпідемічний засіб, який використовувався для контролю високого рівня холестерину та тригліцеридів у крові. Належить класу фібратів. Він підвищує активність ліпопротеїнліпази, що сприяє перетворенню ЛПДНЩ в ЛПНЩ і, отже, знижувати рівень ЛПДНЩ. Він також може підвищити рівень ЛПВЩ .
Клофібрат був запатентований у 1958 році компанією Imperial Chemical Industries і схвалений для медичного використання в 1963 році. Виробництво клофібрату було припинено у 2002 році через несприятливі ефекти.

## Ускладнення і суперечки
Клофібрат може викликати SIADH, синдром неадекватної секреції антидіуретичного гормону (вазопресину). Клофібрат також може призвести до утворення холестеринових каменів у жовчному міхурі.
Спільне дослідження Всесвітньої організації охорони здоров'я щодо первинної профілактики ішемічної хвороби серця з використанням клофібрату для зниження рівня холестерину в сироватці крові виявило підвищену смертність у групі, яка отримувала клофібрат, незважаючи на успішне зниження рівня холестерину (на 47 % більше смертей під час лікування клофібратом і на 5 % після лікування клофібратом), ніж у групі з високим рівнем холестерину без лікування. Ці смерті були спричинені різними, окрім хвороб серця, причинами і залишаються «непоясненими».